# Умирание искусства
«Умирание искусства: размышления о судьбе литературного и художественного творчества» - книга Владимира Васильевича Вейдле, изданная в 1937 году (в 1936 на французском).

## Структура
Русский вариант книги состоит из 5 крупных глав (второе расширенное издание на французском 1957 года под названием "Les abeilles d'Aristée" («Пчелы Арестея»). включало в себя 12 глав):
Глава первая. НАД ВЫМЫСЛОМ СЛЕЗАМИ ОБОЛЬЮСЬ
Глава вторая. МЕХАНИЧЕСКИЙ ГЕРОЙ
Глава третья. ЧИСТАЯ ПОЭЗИЯ
Глава четвертая. УМИРАНИЕ ИСКУССТВА
Глава пятая. ВОЗРОЖДЕНИЕ ЧУДЕСНОГО

## Содержание
"Умирание искусства" явилось результатом стремления осмыслить процессы, которые происходили в современном Вейдле искусстве. Автор, анализируя, как развивалось искусство во всей своей целостности (включая литературу, музыку, архитектуру и т.д.) на протяжении XIX-XX веков, приходит к "мрачным выводам" : смерти искусства и необходимости его возрождения путём возвращения к религиозному восприятию мира.